# Malu Falangola
Maria Luiza Falangola (Recife, 25 de abril de 1994) é uma atriz brasileira.

## Biografia
Maria Luiza Falangola nasceu na cidade do Recife, capital de Pernambuco, no dia 25 de abril de 1994. É bisneta do cineasta italiano Ugo Falangola, fundador da primeira empresa cinematográfica do Nordeste, a "Pernambuco Film", e um dos pioneiros do cinema brasileiro. Em 2012, aos 17 anos, mudou-se para o Rio de Janeiro para estudar teatro.
Malu é uma amiga muito próxima da também atriz Aline Dias. As duas trabalharam juntas no elenco principal em Malhação: Pro Dia Nascer Feliz.

## Carreira
Sua estreia na televisão foi na série Amorteamo da Rede Globo, como elenco de apoio.

## Filmografia

### Televisão
| Ano     | Título                         | Personagem                   | Notas                    |
| ------- | ------------------------------ | ---------------------------- | ------------------------ |
| 2015    | Amorteamo                      | Rose                         |                          |
| 2015-16 | Totalmente Demais              | Ana Paula Nogueira           | [ 5 ]                    |
| 2016–17 | Malhação: Pro Dia Nascer Feliz | Sula Maria Conceição Tavares | [ 6 ]                    |
| 2018    | Onde Nascem os Fortes          | Rosana                       | [ 7 ]                    |
| 2018-19 | O Tempo Não Para               | Natália Figueiroa (Nat)      | [ 8 ]                    |
| 2019-21 | Amor sem Igual                 | Ioná Coutinho                | [ 9 ]                    |
| 2022    | Todas as Garotas em Mim        | Amanda Saldanha              | [ 10 ]                   |
| 2022-23 | Reis                           | Ariela                       | [ 11 ]                   |
| 2023    | Dom                            | Luna Tavares                 |                          |
| 2024    | Família É Tudo                 | Norma Ribeiro                | Episódio: "3-4 de maio " |

### Internet
| Ano  | Título     | Personagem     |
| ---- | ---------- | -------------- |
| 2014 | Presside   | Luna Fernandez |
| 2014 | Suburbanda | Marcela        |